# Project Gotham Racing (série)
Project Gotham Racing (PGR) é uma série de jogos eletrônicos de corridas desenvolvido pela Bizarre Creations e publicado pela Microsoft Game Studios, além de ser a resposta da Microsoft para as séries Mario Kart e F-Zero da Nintendo e Gran Turismo da Sony. Esta franquia é exclusiva para o Xbox e Xbox 360.

## Título
| 2000 | Metropolis Street Racer (Dreamcast)                                                |
| 2001 | Project Gotham Racing (Xbox)                                                       |
| 2002 |                                                                                    |
| 2003 | Project Gotham Racing 2 (Xbox)                                                     |
| 2004 |                                                                                    |
| 2005 | Project Gotham Racing 3 (Xbox 360)                                                 |
| 2006 | Project Gotham Racing Mobile (J2ME)                                                |
| 2007 | Project Gotham Racing 4 (Xbox 360) Project Gotham Racing (Symbian, Windows Mobile) |
| 2008 |                                                                                    |
| 2009 | Project Gotham Racing: Ferrari Edition (Zune HD)                                   |

Em dezembro de 2006, uma versão móvel foi lançada para telefones celulares J2ME. Outra versão móvel, simplesmente chamada de Project Gotham Racing em 2007, foi lançada para dispositivos Symbian e Windows Mobile. Em 11 de novembro de 2009, Project Gotham Racing: Ferrari Edition foi lançado para o Zune HD.
O título principal final, Project Gotham Racing 4, foi lançado na época em que a Bizarre Creations foi adquirida pela Activision. Após esta aquisição, em setembro de 2007, a Bizarre Creations anunciou que PGR4 seria o último jogo produzido para a Microsoft, efetivamente levando a Forza Motorsport a substituí-lo como a principal franquia de corrida do Xbox. A Bizarre desenvolveu o sucessor espiritual do PGR4, Blur, que foi lançado no Xbox 360, PlayStation 3 e Microsoft Windows. antes de o estúdio ser fechado pela Activision em 2011. Os desenvolvedores do Forza Horizon, Turn 10 Studios e Playground Games originalmente pretendiam reiniciar a franquia; no entanto, por razões desconhecidas, esta proposta foi recusada pela Microsoft.